# Jirawat Daokhao
Jirawat Daokhao (* 6. Oktober 1986) ist ein thailändischer Fußballspieler.

## Karriere
Jirawat Daokhao stand von 2014 bis 2016 beim Sisaket FC unter Vertrag. Wo er vorher gespielt hat, ist unbekannt. Der Verein aus Sisaket spielte in der ersten Liga des Landes, der Thai Premier League. 2015 stand er mit dem Verein im Finale des Thai League Cup. Das Endspiel verlor man gegen Buriram United mit 1:0. Für Sisaket absolvierte er 40 Erstligaspiele.
Seit dem 1. Januar 2017 ist Jirawat Daokhao vertrags- und vereinslos.

## Erfolge
Sisaket FC
- Thai League Cup: 2015 (Finalist)